# 東城祐季
東城 佑季（とうじょう ゆうき、1988年7月27日 - ）は、日本のモデル、タレント、パフォーマー。
東京都杉並区出身。
1999年からヨーヨープレイヤーとして活動を始め、2007年からはマルチタレント兼パフォーマーとして数々のクラブイベントや各局のメディアに出演している。
2011年から2014年3月31日まで、BANDAIハイパーヨーヨーオフィシャルデモンストレーターとして活動、2013年、漫画家・タレントの浜田ブリトニー氏プロデュースのオカオカハウスで料理長を務め曜日限定のイケメンハウス代表も務めていた。
2016年にはテレビ東京のジャニーズグループA.B.C-Zの冠番組ABChanZooのセンター橋本良亮の代役レギュラーに抜擢。また幅広い交友関係を持ち、有名ジャニーズJr.グループメンバーや元有名ビジュアルバンドメンバーなど数多くの著名人とも親しい。

## 人物
- 身長：176cm、体重：58kg。
- 趣味：モータースポーツ。創作料理。バスケット
- 特技：ヨーヨー。
- 所有ヨーヨー数：2000個。
- 愛称：ゆータソ。

## 出演作品

### テレビ
- 外交官 黒田康作（フジテレビ）
- うわっ!ダマされた大賞2011（日本テレビ）
- その顔が見てみたい（フジテレビ）
- ありナシ（テレビ東京）
- ザ!世界仰天ニュース（日本テレビ）
- 世界一受けたい授業（日本テレビ）
- もてもてナインティナイン（TBS）
- 所さんの目がテン（日本テレビ）
- ためしてガッテン（NHK）
- 日曜ビッグバラエティ 日本の犯罪者は何故逃げる（テレビ東京）
- うわっ!ダマされた大賞2012（日本テレビ）
- ネプ&イモトの世界番付（日本テレビ）
- ピロロン学園（日本テレビ）
- 匿名探偵（テレビ朝日）
- 女の噂研究所（beeTV）
- トリックハンター（日本テレビ）
- 謎解きバトルTORE（日本テレビ）
- 女神ビジュアル（NHK）
- クイズミリオネア（フジテレビ）
- ニノさん（日本テレビ）
- びっくりぃむ（テレビ朝日）
- キス濱ラーニング（テレビ朝日）
- 私の何がイケないの?（TBS）
- ネプの超法則!!（TBS）
- 見破れ!!︎トリックハンター3（日本テレビ）
- 濱キス（テレビ朝日）
- 超再現!ミステリー（日本テレビ）
- 教科書にのせたい!（TBS）
- ネプリーグ（日本テレビ）
- 日本列島ダジャレットウ（日本テレビ）
- スクール革命!（日本テレビ）
- めざましテレビ（フジテレビ）
- 姫のわがままライフサイエンス（BS日テレ）
- アグリーガールズティーパーティー
- ABChanZoo（テレビ東京） - 2015年12月からレギュラー出演
- お願い!ランキング　愛コン（テレビ朝日）

### イベント
- 2012TOKYO オートサロン - ゲスト出演
- 2013TOKYO オートサロン - ゲスト出演
- GALCON - ゲスト出演
- 2016オートメッセ - ゲスト出演
- 2017TOKYO オートサロン - ゲスト出演

### インターネット・携帯サイト
- パーティーがイオン過ぎる件（ニコ生放送、2013年）
- イケメンハウス（ニコ生放送、2014年 - ）
- 公式showroom ゆータソのなんでもやってみYO（2014年 - ）

### お笑いライブ
- TEPPEN222（2016年1月）

### 雑誌
- メンズスパイダー（2011年 - ）
- メンズナックル（2011年 - ）
- option2（2011年）
- VIPスタイル（2012年）
- ワゴンスタイル（2012年）